# Sri-lankische Cricket-Nationalmannschaft in Indien in der Saison 1993/94
Die Tour der sri-lankischen Cricket-Nationalmannschaft nach Indien in der Saison 1993/94 fand vom 18. Januar bis zum 15. Februar 1994 statt. Die internationale Cricket-Tour war Bestandteil der Internationalen Cricket-Saison 1993/94 und umfasste drei Tests und drei ODIs. Indien gewann die Test-Serie 3–0, und die ODI-Serie 2–1.

## Vorgeschichte
Indien spielte zuvor beim C. A. B. Jubilee Tournament 1993/94, welches es gewinnen konnte, Sri Lanka eine Tour gegen die West Indies. Das letzte Aufeinandertreffen der beiden Mannschaften fand in der Saison 1993 in Sri Lanka statt.

## Stadien
| Stadion                                | Stadt     | Kapazität | Spiele  |
| -------------------------------------- | --------- | --------- | ------- |
| Sardar Patel Stadium                   | Ahmedabad | 54.000    | 3. Test |
| M. Chinnaswamy Stadium                 | Bangalore | 42.000    | 2. Test |
| Lal Bahadur Shastri Stadium            | Hyderabad | 25.000    | 2. ODI  |
| Gandhi Stadium                         | Jalandhar | 16.000    | 3. ODI  |
| K. D. Singh Babu Stadium               | Lucknow   | 25.000    | 1. Test |
| Saurashtra Cricket Association Stadium | Rajkot    | 28.000    | 1. ODI  |

## Tests

### Erster Test in Lucknow
| 18. – 22. Januar Scorecard | Lucknow | Indien 511 (161.5)                            | – | Sri Lanka 218 (106.4) & 174 (73.3) (f/o) |
|                            |         | Indien gewinnt mit einem Innings und 119 Runs |   |                                          |

### Zweiter Test in Bangalore
| 26. – 30. Januar Scorecard | Bangalore | Indien 541-6d (161)                          | – | Sri Lanka 231 (58.1) & 215 (55.3) (f/o) |
|                            |           | Indien gewinnt mit einem Innings und 95 Runs |   |                                         |

### Dritter Test in Ahmedabad
| 8. – 12. Februar Scorecard | Ahmedabad | Indien 358 (138.3)                           | – | Sri Lanka 119 (63.5) & 222 (104.3) (f/o) |
|                            |           | Indien gewinnt mit einem innings und 17 Runs |   |                                          |

Kapil Dev erzielte in dem Spiel sein 431. Karriere-Wicket und überholte damit den Neuseeländer Richard Hadlee, der bis dahin den Weltrekord gehalten hatte.

## One-Day Internationals

### Erstes ODI in Rajkot
| 15. Februar Scorecard | Rajkot | Indien 246-5 (50)         | – | Sri Lanka 238-8 (50) |
|                       |        | Indien gewinnt mit 8 Runs |   |                      |

### Zweites ODI in Hyderabad
| 15. Februar Scorecard | Hyderabad | Indien 226-7 (50)            | – | Sri Lanka 227-3 (48.2) |
|                       |           | Indien gewinnt mit 7 Wickets |   |                        |

### Drittes ODI in Jalandhar
| 15. Februar Scorecard | Jalandhar | Indien 213-9 (50)                                | – | Sri Lanka 141-3 (32.5/33) |
|                       |           | Sri Lanka gewinnt mit 4 Wickets (Revised target) |   |                           |